# Eotettix signatus
Eotettix signatus är en insektsart som beskrevs av Scudder, S.H. 1897. Eotettix signatus ingår i släktet Eotettix och familjen gräshoppor. Inga underarter finns listade i Catalogue of Life.